# 서역도호부

카슈가르 반초성의 반초의 동상

서역도호부(중국어: 西域都護府)는 한나라 시기 서역을 통괄하기 위해 서역에 설치한 도호부를 일컫는다. 주요 역할은 서역의 침략을 방어하고, 서역통상로(실크로드)를 지키는 일이었다.
대략 중국의 간쑤성과 칭하이성, 신장 위구르 자치구부터 중앙아시아 카자흐스탄의 발하시호 인근까지에 위치해 있었다.
기원전 68년 전한의 지절2년 한나라에서 서역에 군대를 파견하여 정길이 차사국을 굴복시키면서 한나라는 정길을 호선선이서남도(護鄯善以西南道)(서역남도사령관)이라고 칭했다.
그 후 기원전 59년 한나라 선제 신작 3년에 흉노의 일축왕 선현전을 항복시킨 공으로 정길은 호차사이서북(護車師以西北道)에도 중임되어 서역의 남북 두 개의 길 전부를 통괄하게 되었고, 서역도호라고 칭해지게 되었다. 정길은 지금의 신장의 룬타이 동북에 오루성(烏壘城)을 지었다. 이것이 서역도호부의 유래이다．
서역도위는 관직인데, 원래는 독립된 관직이 아니고 다른 관직을 지내는 관료에게 더해지는 관직이었다. 그래서 정길은 기도위로서, 감연수는 간대부였다가 기도위가 되면서 서역도호를 겸했다. 그러나 성제 때부터는 다른 관직에 있는 관료가 서역도호를 겸하는 것이 아닌 그 자체로서 관직이 되었다. 부관으로서 부교위가 있고, 승 1인, 사마 2인, 후 2인, 천 2인을 둘 수 있었다. 서역의 중앙부인 오루성(룬타이)에 관청을 두고 서역 36국을 진압하고 여러 나라를 다스렸다.(현재의 룬타이 고성이지만, 지금은 상실되었다.)
후한에는 서역에 군사적 영향력을 막강하여, 종종 폐지와 설치를 반복했다.
기원후 91년 후한 화제 영원 3년 반초는 서역을 평정했으며, 서역의 도호가 되었다. 구자국(현재의 쿠차)의 국경지역에 머물면서 타건성(它乾城)(현 쿠차 부근)을 지었다.
107년 후한 안제 영초 원년, 서역의 흉노의 발호로 인해 서역의 영향력을 상실하고 다시는 회복하지 못했다.
당나라 때에는 안서도호부가 이 서역도호부의 역할을 맡게 된다.

## 같이 보기
- 서역장사부
- 안서도호부